# Austrasiatica langfordi
Austrasiatica langfordi, tên tiếng Anh: Langford's cowry, là một loài ốc biển, là động vật thân mềm chân bụng sống ở biển trong họ Cypraeidae, họ ốc sứ.

## Phụ loài
- Austrasiatica langfordi cavatoensis (Lorenz, F. Jr., 2002)
- Austrasiatica langfordi langfordi (Kuroda, T., 1938)
- Austrasiatica langfordi moretonensis (Schilder, F.A., 1965)

## Miêu tả
Loài này có kích thước giữa 37 mm và 70 mm

## Phân bố
Chúng phân bố ở Thái Bình Dương dọc theo Nhật Bản và miền bắc Úc.